# Персаті
Персаті (груз. ფერსათი) — село в Грузії.
За даними перепису населення 2014 року в селі проживає 2463 особа.